# Wilfried Weiland
Wilfried Weiland (ur. 18 stycznia 1944 w Pile, zm. 10 grudnia 2017) – niemiecki lekkoatleta, sprinter, medalista mistrzostw Europy z 1966. W czasie swojej kariery reprezentował Niemiecką Republikę Demokratyczną.
Specjalizował się w biegu na 400 metrów. Zdobył brązowy medal w sztafecie 4 × 400 metrów na mistrzostwach Europy w 1966 w Budapeszcie (sztafeta NRD biegła w składzie: Jochen Both, Günter Klann, Michael Zerbes i Weiland na ostatniej zmianie). Weiland zajął również 4. miejsce w finale biegu na 400 metrów.
Był mistrzem NRD w biegu na 400 metrów w 1966 i 1967 oraz wicemistrzem w 1964. Zdobywał złote medale w sztafecie 4 × 400 metrów w latach 1966 i 1967.
Wyrównał rekord NRD w biegu na 400 metrów czasem 46,6 s (1 września 1966 w Budapeszcie). Kilkakrotnie poprawiał rekord NRD w sztafecie 4 × 400 metrów do czasu 3,05,7 (4 września 1966 w Budapeszcie).